# Paul Tagliabue
Paul Tagliabue, né le 24 novembre 1940 à Jersey City, est le commissaire de la National Football League (NFL) de 1989 à 2006. Avocat de carrière, il travaille pour la ligue avant d'être désigné par les propriétaires des franchises NFL pour devenir commissaire de la NFL. Pendant sa période à la tête de la National Football League, la compétition passe de 28 à 32 franchises. Il tente de développer la structure à un niveau mondial en créant NFL Europa dès 1991.